# Danny Webb (motorversenyző)
Daniel Webb, ismertebb nevén Danny Webb (Tunbridge Wells, Kent, 1991. március 22. –) angol motorversenyző. 2021-ben a Supersport-világbajnokságban versenyzett, majd a British Supersport Championshipben folytatta Kyle Smith helyén.
2020-ban egy Yamaha R6-ossal versenyzett, majd egy BMW S1000RR-ral.